# Penicillaria oxylopha
Penicillaria oxylopha là một loài bướm đêm trong họ Noctuidae.